# Windows语音识别
Windows语音识别（英語：Windows Speech Recognition）是一个语音识别应用程序，内置在Windows Vista及更高版本的Windows。本软件自Windows 11 24H2版本起被移除，并改由此前已存在于Windows 11当中的“语音访问”（Voice Access）接替，但语音访问目前暂不支持识别汉语。

## 功能

Windows语音识别运行于Windows Vista

Windows允许用户通过语音指令控制电脑。程序还可以听写文本，使用户可以通过语音输入文本。
程序内包含了简单的指令教程以帮助用户熟悉。还提供训练功能，可提高识别准确性。
目前，该应用程序支持多种语言，包括英语（美国和英国），西班牙语，德语，法语，日语和中文（简体和繁体）。

## 历史
1993年，微软聘请卡内基梅隆大学的黄学东主导语音识别项目。微软参与了语音识别和语音合成的研究。公司研发了微软语音应用程序接口。
语音识别技术已经被应用在微软的一些产品，包括Microsoft Dictation（一个研究原型，运行在Windows 9x）。它还内置在Office XP和Office 2003，Microsoft Plus! XP版本，Windows XP Tablet PC Edition和Windows Mobile（作为微软语音指令）。然而，在Windows Vista之前，语音识别不是主流。对此，Windows语音识别是捆绑在Windows Vista于2006年发布的，使得Vista成为Windows第一个提供完全集成的语音识别支持的主流版本。

## 值得注意的事件
2006年7月27日，微软财务分析师在会议上演示期间，软件将他所说的“mom”识别为了“aunt”，导致了“Dear aunt, let's set so double the killer delete select all”的输出。
Vista的语音识别开发团队的一位开发人员随后称演示期间的错误是由于音量控制功能的bug。Bug已由微软在正式发布Vista时修复。

## 技术细节
Windows语音识别依赖于微软语音应用程序接口5.3版本（内置于Windows Vista）。该应用程序还使用微软语音识别器8.0的Windows版本作为其语音配置文件引擎。

## 安全问题
2007年，有报道说Windows语音识别可用于远程访问和/或控制用户的计算机。从理论上讲，播放包含Windows语音识别命令的预先录制的讯息可能会允许一台远程计算机执行任务。
微软已经正式承认了漏洞，但估计不会出现了严重的威胁，因为即使黑客成功地利用这个安全漏洞，他们也将不能执行受用户访问权限限制的操作，这包括任何管理任务。此外，在Windows 7中，这一问题通过启用或禁用语音识别的选项解决。